# Lorenzo Barili
Lorenzo Barili (ur. 1 grudnia 1801 w Ankonie, zm. 8 marca 1875 w Rzymie) – włoski kardynał.

## Życiorys
Urodził się 1 grudnia 1801 roku w Ankonie, jako syn Gregoria Bariliego i Eufrasii Mariotti. Wstąpił do seminarium duchownego w rodzinnej miejscowości i studiował na kilku rzymskich uczelniach, gdzie uzyskał doktoraty z teologii i filozofii. 2 września 1827 roku przyjął święcenia kapłańskie. Następnie został wykładowcą w Ankonie, a w 1848 roku internuncjuszem w Brazylii. W 1851 roku został odwołany z nuncjatury i został delegatem apostolskim w Kolumbii. Po pięciu latach zrezygnował z funkcji dyplomatycznych. 3 sierpnia 1857 roku został wybrany tytularnym arcybiskupem Tiany, a 1 listopada przyjął sakrę. W tym samym czasie został nuncjuszem w Hiszpanii. 13 marca 1868 roku został kreowany kardynałem prezbiterem i otrzymał kościół tytularny S. Agnetis extra moenia. W latach 1872–1875 był prefektem Kongregacji ds. Odpustów i Świętych Relikwii. Zmarł 8 marca 1875 roku w Rzymie, w wyniku długiej i bolesnej choroby.